# ويكيبيديا اللاتينية
ويكيبيديا اللاتينية (باللاتينية: Vicipaedia Latina) هي النسخة اللاتينية من موسوعة ويكيبيديا، أطلقت في مارس 2003؛ وصل عدد مقالاتها في ديسمبر 2010 إلى 47,000 ونوفمبر 2012 إلى 81,000.
في البداية، كانت توجد في ويكيبيديا اللاتينية موضوعات التاريخ الكلاسيكي فقط، ولكن في عام 2006 ظهرت مجموعة من الأعضاء الجدد الذين وسعوا بشكل كبير موضوعات القرن العشرين مثل الثقافة الشعبية والتكنولوجيا. للتعامل مع مفاهيم لم تكن موجودة في العصور اللاتينية الكلاسيكية، أدخلت كلمات جديدة، وهو سبب الجدل.

## الإحصائيات
| عدد المستخدمين المسجلين | عدد المستخدمين النشيطين | عدد المقالات | صفحات المحتوى | عدد التعديلات | عدد الملفات المرفوعة | عدد الإداريين |
| ----------------------- | ----------------------- | ------------ | ------------- | ------------- | -------------------- | ------------- |
| 192٬612                 | 173                     | 140٬207      | 287٬218       | 3٬881٬630     | 0                    | 21            |

## معرض

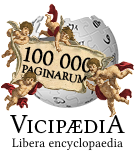
شعار ويكيبيديا اللاتينية بماسبة إنشاء المقالة رقم 100,000 (18 ديسمبر 2013)